# ヴェルネル・フォン・ヘイデンスタム

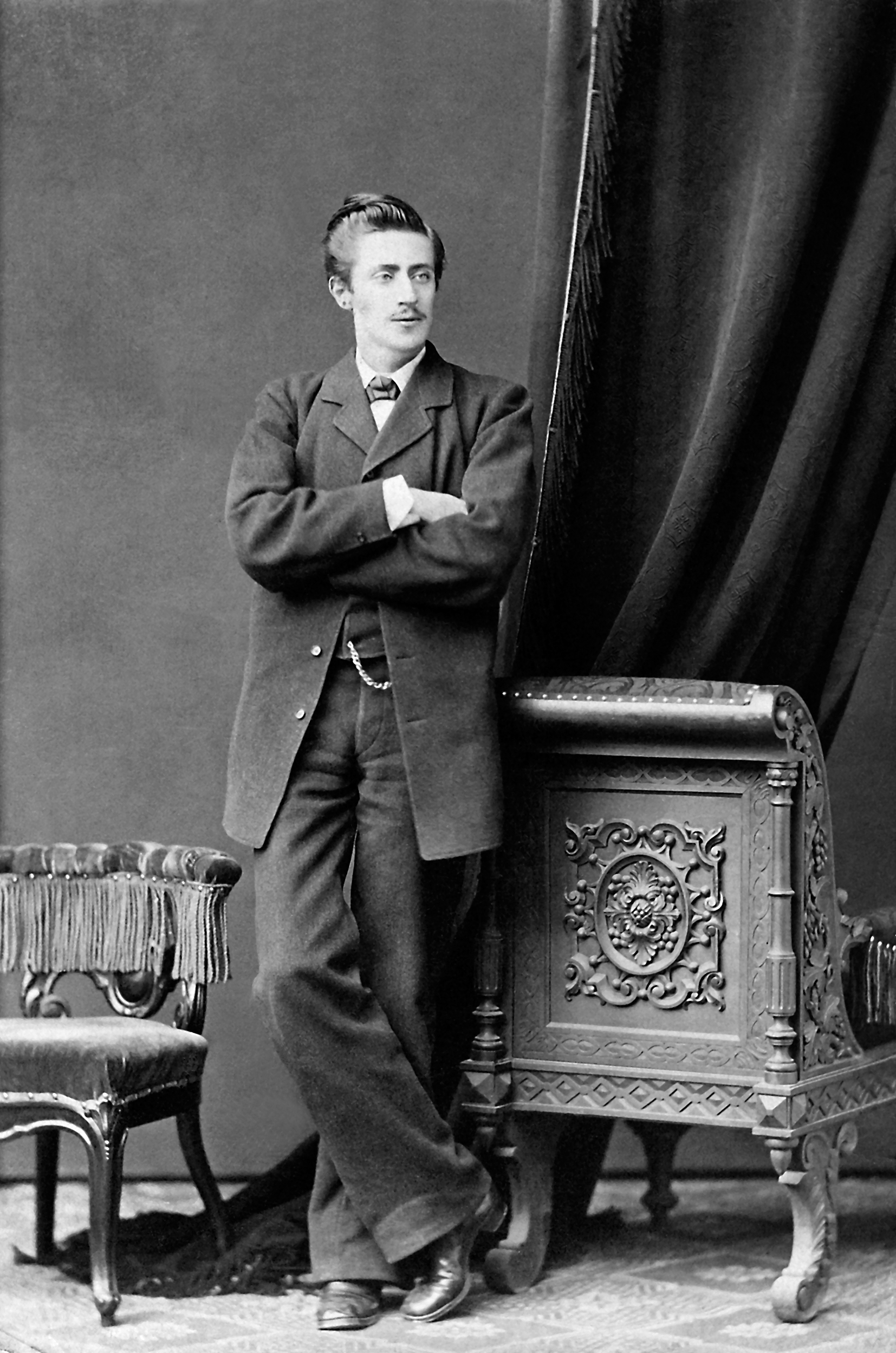
20歳のヘイデンスタム

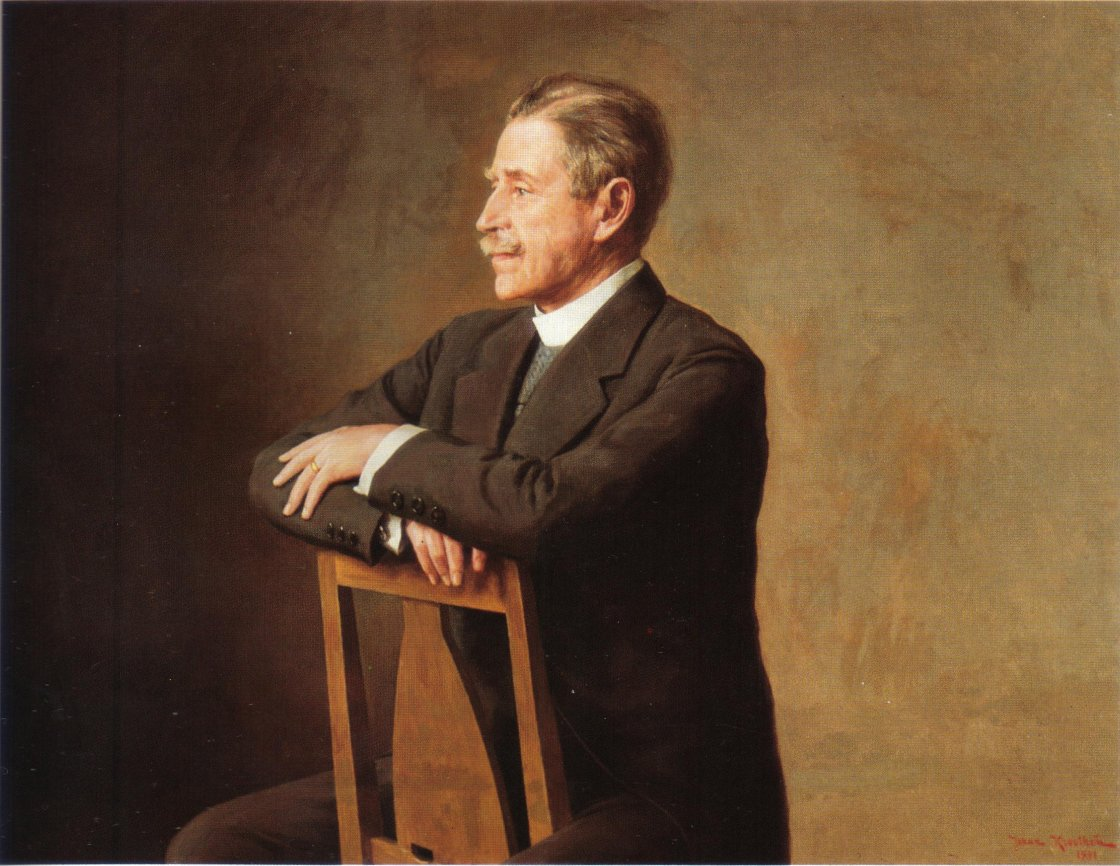
ユーハン・クラウセンによって描かれたヘイデンスタム（1931年）

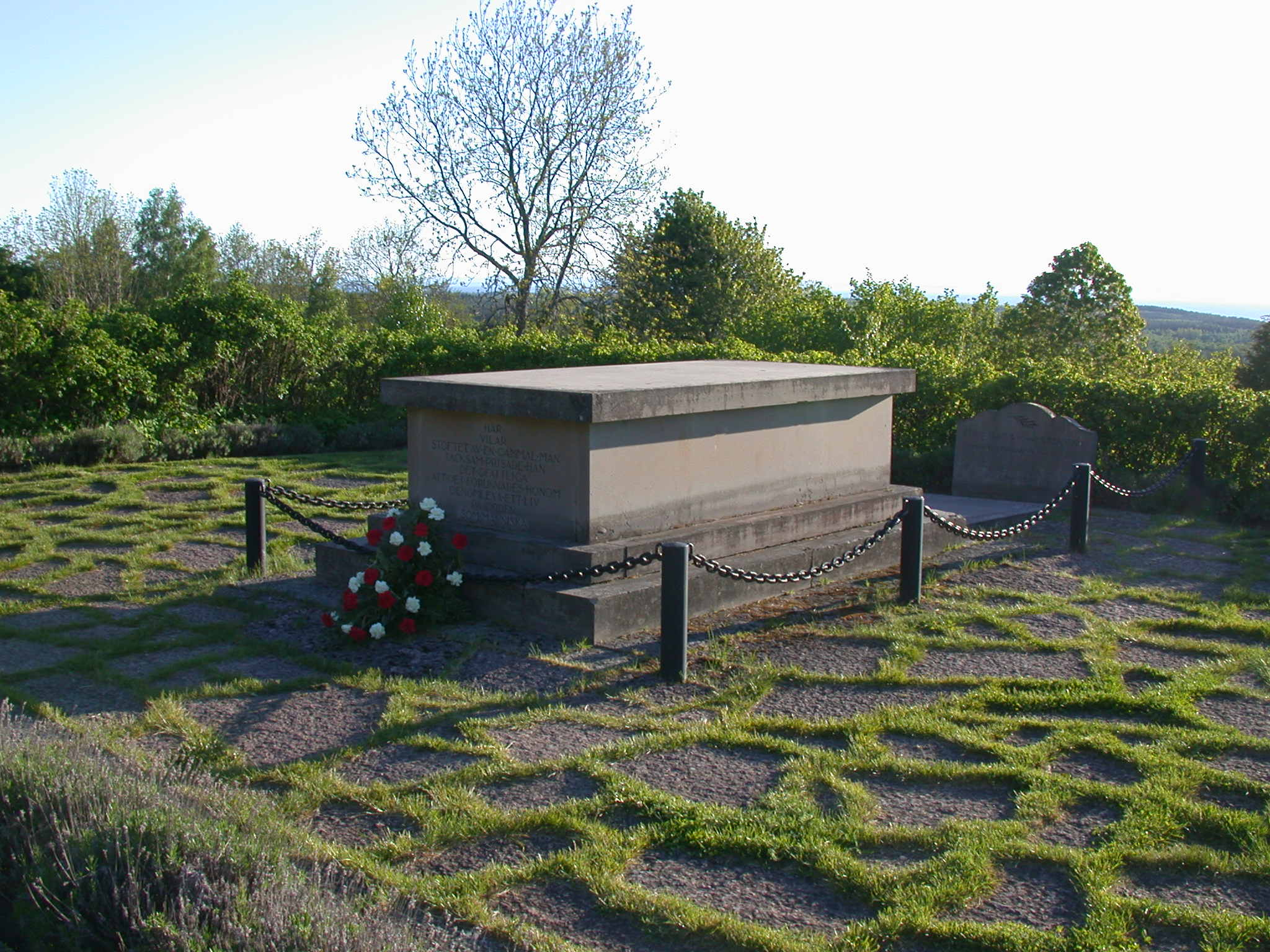
ヘイデンスタムの墓

カール・グスタフ・ヴェルネル・フォン・ヘイデンスタム（スウェーデン語:Carl Gustaf Verner von Heidenstam、1859年7月6日 - 1940年5月20日）は、スウェーデン・エレブルー県オルシャマル出身の作家、詩人、小説家。
1912年からはスウェーデン・アカデミーの会員に選出され、1916年にセルマ・ラーゲルレーヴに次いでスウェーデン人二人目となるノーベル文学賞を受賞したとして知られる。また、ヘイデンスタムが母国スウェーデンを謳った詩『スウェーデン (詩)』は同国の作曲家ヴィルヘルム・ステーンハンマルが曲をつけてスウェーデンの第二国歌の歌詞として使用されている。
ヘイデンスタムの作品の多くはスウェーデンの人物、生活、伝統などを、時に愛国的な視点から情熱的に描いたものが多く、1888年に著した処女作『巡礼と放浪の歳月』は南ヨーロッパや近東を旅行をもとに書かれたもので、自然主義文学に対抗して新ロマン主義の旋風を巻き起こした著作として名高い。

## 生涯
1859年7月6日、スウェーデン・エレブルー県のオルシャマルに、エンジニアで貴族階級出身だった父グスタフ・フォン・ヘイデンスタムと母マグダレーナ（Magdalena Charlotta Rütterskjöld）のもとに生まれる。ヘイデンスタムの先祖にはかつてスウェーデン王の侍医を務めていたピーター・フォン・ヘイデンスタムがおり、ヘイデンスタムも代々貴族階級の家系としてヴェッテルン湖付近にあった荘園で育った。少年時代は首都ストックホルムの学校に通い、優秀な成績を修めていたが病弱であったため17歳で学校を退学し、その後は療養も兼ねて南ヨーロッパや近東などを旅行した。旅行中に最初の妻エミリア（Emilia Uggla）と結婚し、画家を志してフランスのパリで彫刻家・画家のジャン＝レオン・ジェロームの門下となり学んでいたが、スイスでヨハン・アウグスト・ストリンドベリとの出会いをきっかけに作家を目指すようになった。
1887年に帰国して父の後を受け継いで荘園の主となる。翌年の1888年には実業家のsv:Albert Bonnierの協力のもと旅行の体験を詩にまとめて南ヨーロッパなど現地の素朴な生の喜びを謳った処女詩集『巡礼と放浪の歳月』を発表し、同国出身の批評家sv:Georg Nordensvanや劇作家のsv:Gustaf af Geijerstamから称賛され、これによって北欧の文学界に自然主義文学に対して新ロマン主義の旋風を巻き起こして一躍文壇の支配者となった。
次いで1889年にはシリアを舞台にした小説『エンデュミオン (ヘイデンスタムの小説)』を著し、また同年にルネサンスを論じた評論『ルネッサンス（Renässans）』を著して新理想主義をテーマに掲げたが、1892年に刊行された自伝的小説『ハンス・アリエーヌス』などを経て、いつしか故郷スウェーデンを愛する詩人に移り変わっていった。余談だが、ヘイデンスタムの有名な詩である「巡礼のクリスマスキャロル」は『ハンス・アリエーヌス』に収録されている。
1893年に最初の妻エミリアと離婚し、同年に二人目の妻オルガ（Olga Wiberg）と結婚した。文筆活動では1895年に故郷のスウェーデンを高らかに謳った『詩 (ヘイデンスタム)』を著して愛国詩人となり、翌年の1896年には『スウェーデン人の気質について』と言う論文を著して更にスウェーデンを狂信的に愛するようになった。また1897年から1898年にかけて著された短編小説集『カロリネルナ』は大北方戦争で活躍し「北方のアレクサンドロス」の異名を取ったことで知られるスウェーデン王カール12世に取材した作品である。
20世紀に入った1901年には『聖ビルギッタの巡礼（Heliga Birgittas pilgrimsfärd）』を著し、1908年には『スウェーデン民族とその指導者（Svenskarna och deras hövdingar）』を著すなど文筆活動は衰えていなかった。1912年にスウェーデン・アカデミーの会員に選出された。1915年に人間が孤独からより高い人間性を獲得するという哲学的なテーマを扱った詩『新詩集 (ヘイデンスタム)』を著し、翌年の1916年には「我々の文学における新時代を率先的に代表する者としての重要性を認めて」と言う業績により『ニルスのふしぎな旅』の著者として知られるセルマ・ラーゲルレーヴに次いでスウェーデン人二人目となるノーベル文学賞を受賞した。1932年にはゲーテ・メダルを受賞したが、1940年5月20日に亡くなるまで目立った文筆活動は無く、エーブラリドで満80歳の生涯を終えた。

## 著名な作品
- 1888年、詩集『巡礼と放浪の歳月（Vallfart och vandringsår）』
- 1889年、『エンデュミオン（Endymion）』
- 1889年、評論『ルネッサンス（Renässans）』
- 1890年、『Pepitas bröllop』
- 1892年、自伝的小説『ハンス・アリエーヌス（Hans Alienus）』
- 1895年、『詩（Dikter）』
- 1897年、『カロリネルナ（Karolinerna）』
- 1901年、『聖ビルギッタの巡礼（Heliga Birgittas pilgrimsfärd）』
- 1905年、『Folkungaträdet – Folke Filbyter』
- 1907年、『Folkungaträdet – Bjälboarvet』
- 1908年、『スウェーデン民族とその指導者（Svenskarna och deras hövdingar）』
- 1915年、『新詩集（Nya dikter）』
- 1941年、『マロニエの花咲きし頃（När kastanjerna blommade）』 - 死後刊行。

### 邦訳
- 西田正一訳『薄幸詩人の死』（『ノーベル賞文学叢書』第⑥巻に収録、本の友社）
- 西田正一訳『何年ぶりかの哄笑』（『ノーベル賞文学叢書』第⑥巻に収録、本の友社）
- 田中三千夫・尾崎義編訳『詩集 巡礼と遍歴の歳月』『カロリーネナ』（ノーベル賞文学全集23に収録、主婦の友社、1971）